# MCC Grounds
Le Marylebone Cricket Club Grounds, couramment abrégé en MCC Grounds est un stade de football situé à Belize City.
Il accueille les rencontres à domicile du FC Belize et de Police United.